# Municipio de Miguel Auza
El municipio de Miguel Auza es uno de los 58 municipios que se encuentran en el estado de Zacatecas, México. El municipio es limitado por los municipios de Municipios de Juan Aldama, Río Grande y Sombrerete y limita al norte con el estado de Durango, con los municipios de Cuencame y Santa Clara. Su extensión territorial es de 1.097 km² y ocupa el 1.46 % de la superficie del Estado.
Se le dio este nombre en 1935 en honor del ilustre general Miguel Auza Arrenechea (1822-1892), que nació en la ciudad de Sombrerete, Zacatecas, y fue héroe en la Guerra de Reforma, en la batalla de Puebla del 25 de abril de 1863 y designado por el general Jesús González Ortega como: «Valiente entre los valientes».

## Historia
Los primeros indígenas que habitaron en lo que actualmente se conoce como La Boquilla, fueron los zacatecos además otro grupo indígena llegó a poblar este territorio, estos fueron los tlaxcaltecas como parte de "la migración de los tlaxcaltecas", encabezados en 1591 por el capitán Miguel Caldera; estas comunidades de guerreros salvajes se alimentaban de la caza y se dedicaban a la invasión de tierras de manera violenta.
Al llegar los españoles encabezados por el capitán Francisco de Ibarra, por mediados del año 1554, los españoles exploraron la región y al considerarla como habitable y con buenos recursos naturales decidieron fundar una villa, lo que hicieron en forma oficial el 29 de septiembre de 1554, denominándola como Villa de las Magdalenas, nombre que conservó hasta el año de 1870, cuando se le cambió el nombre por el de San Miguel del Mezquital, debido a la abundancia del árbol llamado mezquite.
El nombre Miguel Auza fue dado en 1935 en honor al general Miguel Auza Arrenechea, quien fue héroe durante la Guerra de Reforma, quien peleó y comandó a un ejército en la Batalla de Puebla el 25 de abril de 1863.
Real y Minas de San Miguel, así como Villa Real de San Miguel del Mezquital fueron nombres que también adoptó el municipio debido al descubrimiento de ricos yacimientos minerales en la zona de la Loma Alta.

## Fundación
Los primeros españoles afincaron sus primeras viviendas en el Ojo de Agua, fincaron sus casas al lado noroeste del cañón de la Boquilla, al pie del cerro de la Mesa, nombrándolo el Barrio de España.
Para el último tercio del siglo XVI, el barrio creció más, por esta razón lo nombraron Real y Minas de San Miguel.
Al hacerse nueva demarcación de provincias franciscanas San Miguel del  Mezquital (hoy Miguel Auza), quedó entre los conventos de la provincia franciscana de  San Francisco y de Santiago de Jalisco.        
San Miguel del Mezquital quedó en la nueva y actual provincia franciscana.    
Fue el convento de San Miguel del Mezquital, uno de los dos curatos que el Rey  Nuestro Señor, por cédula del año de 1753, y después de por otra del año de 1771,   mandó dejaran a esta provincia para el fin de que ayudaran a la manutención de los religiosos y que tuvieran estos casas donde vivir.  
Al quedar integrado el territorio de la extendida provincia de San  Francisco de  Zacatecas al de la Antigua provincia de Santiago de Jalisco, formándose de ambas una sola, tuvieron que quedar como curatos y conventos por parte de Zacatecas; Tlaxcalilla  y San Miguel del Mezquital, y por parte de Jalisco; Etzatlán y Cocula, cambiado este último por la parroquia de asientos deIbarra de aguascalientes. (De la historia de los conventos de México de Fray Rafael Cervantes de Zapopan, Jalisco).

## Conquista
Con motivo de la fundación de Zacatecas los españoles se dieron cuenta de la  necesidad de llevar las conquistas más al norte.        
La leyenda de la existencia de siete ciudades de oro fue propagada por Álvar  Núñez Cabeza de Vaca, primer conquistador que penetró en el territorio en el año  de 1534, provocando que otros conquistadores fueran atraídos por la riqueza minera de la república.    
De este modo Francisco de Ibarra fue escogido y autorizado por el Virrey: Luis de  Velasco I el Viejo, para que colonizara las tierras que encontrara al norte de Zacatecas.    
Se cree que para esta empresa fue escogido por indicaciones del yerno del Virrey,  Diego de Ibarra, casado con su hija Ana María. Francisco de Ibarra tenía entonces entre  16 o 17 años de edad.
Al nombrársele jefe de la expedición, Francisco de Ibarra pasó a Zacatecas a  organizar su hueste, en la cual tomó parte muy activa su tío Diego. Contó con hombres  muy valientes como el General Martín de Rentería y capitanes como Martín de Gamón,  Pedro de Quezada, Andrés de Ibarra, Martín López de Ibarra -que era su primo- Martín  de Arana, Pedro del Perul, el Lic. Fray Juan García de la orden de San Francisco, fray  Gerónimo de Mendoza y el veterano conquistador Juan de Tolosa. Con esclavos negros  e indios, y más de 100 caballos, mulas de carga, municiones, armas y víveres y 140 carneros.      
La expedición se inició a principios del mes de septiembre de 1554. Incursionó un  río muy caudaloso al que Francisco denominó Río Grande, lo cruzaron a nado y con  grandes trabajos por ellos, y por los grandes ganados que llevaban. Llegaron a un pueblo de indios al que llamaron Zaín por llamarse así el cacique de él. Siguieron su  camino y llevando con ellos al cacique de Zaín como intérprete, llegaron a otro pueblo como de 200 indios al que denominaron el Bautismo, porque el Lic. Fray Juan García  bautizó a todos ellos, siendo Francisco de Ibarra el compadre de todos. Y fueron estos indios quienes hablaron a Francisco de otro pueblo indio y fueron estos los que los  llevaron a ese otro poblado, al que llegaron el 29 de septiembre por lo cual Francisco de Ibarra le puso el nombre de San Miguel, por haber llegado ese día a él, que era habitado por indios Chichimecas Zacatecos, en un lugar llamado La  Boquilla,  el cañón que lo forman los Cerros de La Mesa y El Picacho. Divisando de  allí un hermoso valle con grandes bosques de Mezquite, huizache, gatuños, nopales y otras muchas plantas, hábitat del oso, león americano, gato montés, venado, lobo,   cerdo jabalí, guajolote silvestre (conono o huaxolótl) serpientes y demás aves, reptiles  y animales. Habiendo al lado noroeste una loma que llamaron Alta exploraron el valle al cual denominaron Valle de la Magdalena y la Loma Alta encontrando en esta  yacimientos de oro, plata, plomo, y zinc.  
Bibl. John Lloid Mecahm: Francisco de Ibarra and the Vizcaya. (Durham  1927);  Atanacio G. Sarabia; apuntes para la Historia de la Nueva Vizcaya (México  1956); José Ignacio Gallegos C: Durango Colonial 1563-1821.

## Independencia
Sobre la independencia de México es muy poco lo que se conoce del municipio en  este periodo. Lo que se sabe es que las condiciones eran similares en todo el país; los  peninsulares eran los que ocupaban los puestos importantes, los criollos tenían casi los  mismos privilegios que los peninsulares pero no tenían alcance a los altos puestos burocráticos más importantes, y al último estaban las castas consideradas inferiores  resultado de la mezcla de criollos, indios, mestizos, y mulatos, siendo esta última la más  numerosa.        
La clase social considerada la inferior, fue la más explotada en las haciendas y en  los minerales como el caso del Real de Minas de San Miguel. A la postre esta clase fue  la base del ejército insurgente de 1810 hasta la consumación de la independencia, en  este mismo periodo en 1824 el Real de San Miguel del Mezquital es jurado municipio libre, surgen grandes construcciones como el Portal de Fernández (hoy hotel colonial)   siendo esta la casa grande de la hacienda de San Marcos y los edificios como el Portal  Aguilera, el Patio Corona, el Instituto de Cultura, la Casa Aguilera, la casa de los señores Herrera, la casa de la familia Bocardo, la casa Hotel San Miguel, la casa de la  familia Moeller, la casa de la familia Muro Aguilar, la Presidencia Municipal y la parroquia de San Miguel construcciones de estilo dórico, barroco y gótico.

## Revolución
Durante la Revolución Mexicana, en 1911 se registró el intento por tomar la plaza de San Miguel del Mezquital  siendo el Sr. Everardo Nuñez acompañado por un grupo de hombres armados quienes  hicieron la defensa, al 11.º regimiento militar al mando del capitán Villaseñor; fue en ese  mismo año cuando varios militares hicieron una visita de cortesía a la Presidencia Municipal entre los que se encontraban Don Luis Moya, General Pánfilo Natera,   Manuel Caloca y Pedro Luna. Fue uno de los últimos actos de Don Luis Moya, ya que después sería asesinado por Pablo Méndez en el año de 1912. También en el año de  1912, San Miguel fue saqueado durante un ataque de las fuerzas Orozquistas, al mando de Pablo Méndez fue este mismo personaje el que destruyó en ese mismo año los  archivos del municipio, incendiándolos.        
Siendo presidente municipal el Sr. Rodolfo Fernández que de nueva cuenta se  originó un combate el 30 de mayo de 1913 con más de 1600 hombres de caballería que  no tardaron en apoderarse de la plaza, misma que trató de defender el comandante de la guarnición coronel F. Rivero quien al frente de 45 hombres y otros vecinos trataron la  defensa sin éxito. Copados por el enemigo, el coronel Santiago F. Rivero y otros sobrevivientes lograron romper el cerco y buscaron ayuda con el general de división  Cándido Aguilar (posteriormente Secretario de Marina), quienes llegaron en  persecución del general Benjamín  Argumedo, al que ya no encontraron en la  población.  
En el año de 1916, bajo la presidencia del Sr. Manuel Canales cuando a la gran  agitación e inseguridad provocada por gavillas de bandoleros y rebeldes  revolucionarios,  se crea el grupo de autodefensa dirigido por el Sr. Margarito García,   dicho grupo recibió el nombre de Defensa Social y fue quien hizo posible una paz más o menos normal.      
En el año de 1917, con base en el artículo XXVII de la constitución de ese año,  comienza el movimiento de dotación de tierras a los campesinos. Después de una serie  de reuniones clandestinas de formalizar el movimiento que inicia el Sr. Juan Salas Fernández, con Guadalupe Ruelas Guevara, Miguel Rivas Cenceñas, Ramón Padilla,  Nicolás Alba, Arcadio Estevané, Juan Devora, Antonio Ruelas y Blas Bocardo. Debido  a los acontecimientos registrados en la historia de esa época, este movimiento fue  olvidado, hasta que resurge nuevamente con Blas Bocardo y Edmundo Sánchez Estrada  y tiene éxito, el día 25 de febrero de 1922, el Sr. Donato Moreno Gobernador  Constitucional del estado de Zacatecas, envía una comisión para dar la posesión de tierras a los campesinos, comisión integrada por el ingeniero Julián Adame  (constituyente de Querétaro), Ing. Carlos Soto, Juan García de la Cadena, Esteban Ramírez, Celestino Castro, entre otros notables personajes.          
En el primer intento por repartir las tierras, los hacendados habían conseguido un  amparo, sin embargo, al hacerse un Segundo intento, encabezado por el General  Enrique Estrada, lo primero que hizo fue cortar la línea de telégrafos, por lo que los hacendados quedaron incomunicados, cumpliéndose así con el artículo XXVII, sin  embargo, los problemas continuaron debido a que el presidente municipal Don Rómulo  Estevané tenía marcada simpatía por los hacendados y hasta se llegó a las armas para desalojarlo de la Presidencia Municipal, dejando en su puesto a Don Cipriano Triana,   quien no fue reconocido por las autoridades estatales, por lo que a los ocho días llegó  un contingente compuesto por 400 soldados al mando del coronel Posadas y  aprendiendo a los señores Edmundo Sánchez Estrada, Cipriano Triana, Blas Bocardo y  Camilo Cassio. Cuando ellos se encontraban en la tienda "El Puerto de Veracruz" propiedad del Sr. Donaciano González; al ser detenidos fueron trasladados a la Cd. De  Río Grande, Zacatecas. Poco después y varios contratiempos fueron liberados y regresaron a San Miguel del Mezquital para continuar con su movimiento de reparto de tierras y  contra el presidente municipal quien finalmente fue obligado a renunciar a la Presidencia, puesto que fue ocupado por el regidor Esteban Padilla.  
El año de 1924, toma posesión como Presidente Municipal el Sr. Antonio Ruelas  Guevara, con quien el artículo XXVII comienza a hacerse realidad.

## Guerra Cristera
El movimiento antirreligioso del Presidente de México Plutarco Elías Calles, tuvo  su impacto en San Miguel del Mezquital, en el año de 1935 se cierran los centros  religiosos, hecho por los que un grupo de amas de casa acuden a la presidencia a exigir  la devolución de las llaves de la parroquia, cosa que ellas lograron. En esa época fueron  encarcelados Pedro Torres Ávila Presidente de la Vela Perpetua, y Alfonso Nuñez  González Presidente de la Acción Católica; ante los hechos, el Cura Trinidad Nájera  (que previamente había huido a la Cd. de Durango) designa como jefe de los cristeros a  Lorenzo Triana Rivera, que junto con Catarino Salas Salas y Álvaro Espino Salas  organizan una opartida de unos 400 hombres que se levantarían en armas contra el  Gobierno Federal.
El 12 de marzo de 1935, cuando se congragaron los cristeros en el Río de Santiago  en un lugar llamado "La cueva del mono", para recibir la bendición del Cura Trinidad  Nájera y parte para San Miguel del Mezquital, pero no pudieron tomar la plaza.	
En ese mismo año y por un decreto presidencial del Presidente de la República  Plutarco Elías Calles se gestiona para cambiar el nombre a la población de San Miguel  del Mezquital por el de Miguel Auza.	
En el año de 1942 se realiza el último asalto a la plaza de Miguel Auza, el 27 de   noviembre al medio día., un grupo de 300 personas se confundieron entre el bullicio de  la gente al salir de misa y los cristeros de entre sus cobijas sacan pistolas, rifles mausers  y carabinas 30-30 para protestar por la nueva disposición del Gobierno Federal sobre el  servicio militar obligatorio. Este grupo obtuvo importantes truinfos inmediatos, sin  embargo, al transcurso del combate, sus hustes fueron diesmados drásticamente, hasta  que tuvieron que huir en desbandada.

## Minería
Es poco lo que se conoce de la minería en el municipio a pesar de ser por este  motivo la fundación de Miguel Auza, ya que fueron  destruidos los archivos del municipio. Pero  en esa época de inicios del siglo XIX trabajan las minas del municipio varias compañías mineras norteamericanas como  la de Enrique Guingaft.

### Silver Eagle Mines

#### Visita al sitio

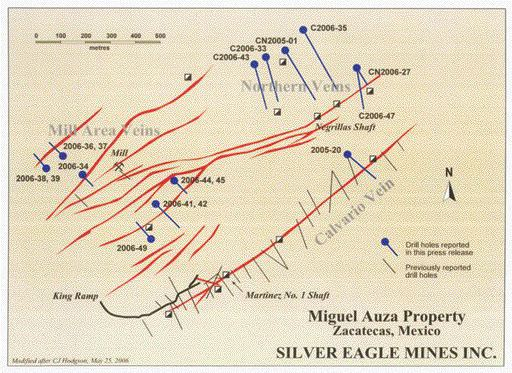
Un mapa de la propiedad de plata Miguel Auza de Silver Eagle Mines.

A principios de la década de 1920, un ingeniero de minas estadounidense llamado Robert Foster llegó aquí desde la estación de tren de Catalinas (hoy Ignacio Allende, población de Guadalupe Victoria,  Durango), a 55 km de distancia, por “un buen camino . . . en dos horas y cuarto en un Ford”. 
Hoy las carreteras, e incluso los Ford, son mejores que antes. 
También lo son la tecnología de minería y exploración, razón por la cual una antigua zona minera alrededor de Miguel Auza puede ver un desarrollo renovado en la mineralización conocida por los conquistadores y antiguos pobladores de la región.
El área alrededor de Miguel Auza ya había visto cuatro siglos y medio de minería antes de que Silver Eagle Mines (SEG-T) llegara aquí. Si bien los primeros registros escritos de producción de plata se remontan a los colonizadores españoles en la década de 1560, obviamente los indios conocían y explotaban las vetas de plata del área.
La ciudad creció sobre las minas, y se sabe que hubo minería activa en la última mitad del siglo XIX, con algunos minerales enviados directamente a American Smelting and Refining Co., más tarde Asarco, en Monterrey, y algunos siendo tratado por el proceso de “patio”, una forma primitiva de lixiviación en pilas y amalgamación.
La minería en esos días no se extendía por debajo del nivel freático, por dos razones: en aquellos días antes de la flotación, el material sulfurado no podía ser tratado, y las bombas manuales y los baldes de achique levantados por tiros de mulas no estaban a la altura de la tarea de mantener los trabajos drenados. . Pero la mineralización que persistió hasta la profundidad fue suficiente para que los operadores trajeran bombas de vapor para desaguar los trabajos que planeaban profundizar.
Sin embargo, eso fue todo antes de la insurrección de 1910 que derrocó al dictador Porfirio Díaz. El informe de Foster de 1921 señala lacónicamente que, salvo cuatro calderas, “toda la demás maquinaria fue destruida durante la Revolución”. Después de eso, las minas languidecieron, sin acceso a capital y sin ningún operador que las asumiera.
Fue en 1966 que un operador local, Alejandro Gaitán, comenzó a explotar los antiguos trabajos como una empresa privada. El mineral era en su mayoría de alta ley extraído a mano, enviado a fundiciones, y Gaitán cerró el negocio a principios de la década de 1970. Un segundo operador privado, Javier Martínez Lomas, construyó una pequeña planta a principios de la década de 1980, pero la empaquetó unos años después. Aun así, Martínez y la familia de Gaitán aún conservaban la propiedad de las concesiones mineras.
Eso permitió a Michael Neumann, un ingeniero de minas nacido en México de padres canadienses, y su socio comercial, el ingeniero eléctrico Javier Aguirre Sánchez, armar un paquete de tierras a través de reclamos y acuerdos con las familias Gaitán y Martínez. Neumann y Aguirre se acercaron a los viejos amigos de Neumann de la Escuela de Minas de Haileybury, Terrence y Kenneth Byberg, para negociar la propiedad de Miguel Auza. Los cuatro formaron una empresa privada, AJ Resources, y ellos, y algunos pacientes accionistas privados, pasaron los dos años siguientes trabajando en la propiedad con su propio dinero. Con un largo suspiro de alivio, hicieron pública la empresa en mayo de 2006.
La mayoría de las vetas son estrechas y, de acuerdo con su historia antigua, de muy alto grado. Registros antiguos, donde los hay, mencionan cientos o miles de gramos de plata por tonelada, junto con plomo y zinc por encima del 10%. El muestreo realizado por geólogos del gobierno mexicano mientras Martínez operaba la mina a principios de la década de 1980 arrojó leyes de plata entre 1200 y 2900 gramos por tonelada (35-85 onzas por tonelada).

### Minería reciente

#### Excellon Resources
La propiedad Miguel Auza abarca 41,498 hectáreas y se encuentra en el flanco oriental de la planta mexicana Fresnillo a 150-200 km al norte de la ciudad de Fresnillo y Zacatecas, dichas áreas tienen y continúa siendo fuente de un gran porcentaje de la plata mexicana, producción de plomo y zinc. La propiedad abarca numerosos altos y bajos de sulfuro de venas epitermales que llevan Ag, Au, Pb y Zn. La propiedad ha sido el escenario de una gran cantidad de la minería histórica desde la época de los españoles, y tan recientemente como en 2008, cuando Silver Eagle Mines Inc., a través de su subsidiaria en México, llevó a cabo extracción y el tratamiento en el sistema de la vena Calvario

## Presidentes municipales

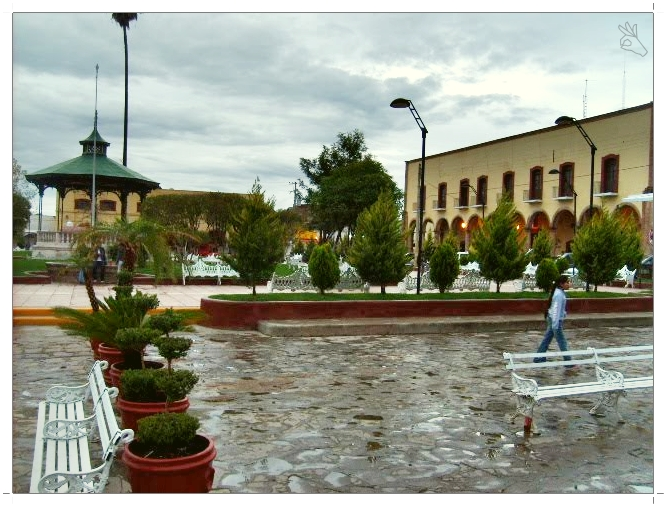
Plaza de Armas de Miguel Auza.

| Presidente Municipal           | Periodo deGobierno  | Partido Político |
| Ramón Pérez                    | 1940-1941           | P R I            |
| Eliseo Ávila Ruelas            | 1942-1943           | P R I            |
| Francisco Hernández            | 1944-1945-1946      | P R I            |
| Agustín Vitela                 | 1947-1948-1949      | P R I            |
| Silvestre Salas                | 1950-1951-1952      | P R I            |
| Antonio Canales Ruelas         | 1953-1954-1955      | P R I            |
| Tobías Sánchez Guzmán          | 1956-1957-1958      | P R I            |
| Pablo Talamantes S.            | 1959-1960–1961      | P R I            |
| Alfredo Morales M.             | 1962-1963-1964      | P R I            |
| Pedro Bocardo C.               | 1965-1966-1967      | P R I            |
| Manuel González F.             | 1968-1969-1970      | P R I            |
| Arturo González Villa          | 1971-1972-1973      | P R I            |
| Antonio Herrera Bocardo        | 1974-1975-1976      | P R I            |
| J. Jesús Ruelas Fraire         | 1977-1978-1979      | P R I            |
| Jesús Padilla Estrada          | 1980-1981-1982      | P R I            |
| Gerardo Gamón R.               | 1983-1984-1985      | P R I            |
| Héctor Faustino Giacomán Pérez | 1986-1987-1988      | P R I            |
| A. Mario Ávalos G.             | 1989-1990-1991-1992 | P R I            |
| Pablo Sánchez Montelongo       | 1993-1994-1995      | P R I            |
| José Ángel Morales G.          | 1996-1997-1998      | P R I            |
| Gerardo Rodríguez Andrade      | 1999-2000-2001      | P R I            |
| Ing. Rubén E. Norman Ruiz      | 2002-2003-2004      | P A N            |
| Claudio López Simental         | 2004-2007           | P R D            |
| Armando Perales Gándara        | 2007-2010           | PRD              |
| Carlos Alberto Pedroza Morales | 2010-2013           | PAN              |
| Armando Perales Gándara        | 2013-2016           | PT               |
| Armando García Ortiz           | 2016-2018           | MORENA           |
| José Alfredo González Perales  | 2018-2021           | MORENA           |
| Armando Perales Gándara        | 2021-2024           | MORENA           |

## Medio físico

### Orografía
La cordillera de la Meza y la Cantera al sur la cordillera de la Tranquileña y los cerros de Tepozán y Casas Grandes, San Nicolás, El Chivo, el Espinazo del Diablo con una altura de 2,220 metros sobre el nivel del mar, en tanto que al norte se ubican: las sierras de San Vicente, Los Lobos y los de Alvarado, al sur los cerros Los Fierros, El Boyero, de las Botas Prietas y La Parida, al sureste están la de El Tunalillo, al oriente los cerros del Colegio, de Meza Gigante, de El Epazote y la Sierra de Santa María (perteneciente a la Sierra Madre Occidental)que sirve de límite con el estado de Durango. En tanto que al noroeste se ubica la Loma Alta o Calvario

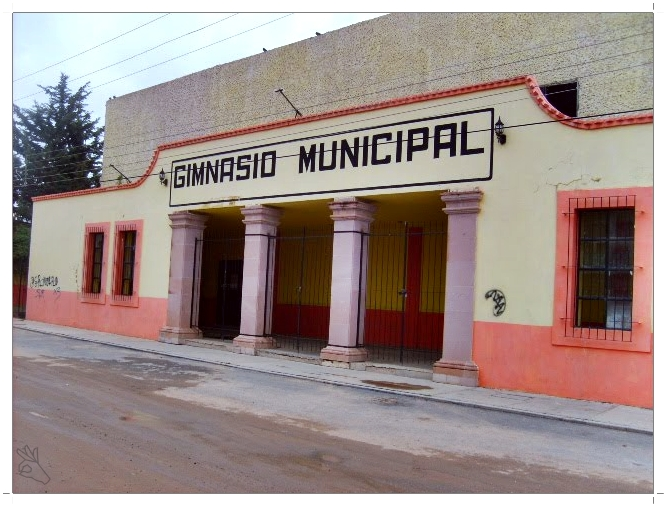
Gimnasio de Miguel Auza.

El río de Santiago atraviesa el municipio y procede de la sierra Santa María. A este río se juntan las corrientes de arroyos menos caudalosos como el de Santa Ana, La Plata y el Derramadero. En la boquilla se encuentra una presa que lleva el mismo nombre, pero sin duda la presa de mayor importancia es el de Santiago donde se puede pescar especies como Tilapia, Carpa, etc., además esta presa proporciona agua para regar bastantes hectáreas de cultivo en el municipio.

### Clima
El clima es muy agradable, siendo la temperatura media anual de 16 °C. Aunque en los meses más fríos se puede registrar temperaturas bajo cero grados centígrados, con nevadas ocasionales.
La temporada de lluvias es principalmente en los meses de verano. El promedio es de 400 a 500 mm anuales. El agua proveniente de las lluvias ayuda a irrigar la mayoría de las hectáreas de cultivo en el municipio, siendo su principal fuente.
Entre los meses de febrero hasta los últimos de abril se dejan sentir ventarrones. Aunque durante el año se registran vientos a una velocidad promedio de 8 km/h. En primavera y verano los vientos dominantes provienen del noroeste, y en otoño e invierno provienen del norte.
La humedad anual promedia alrededor del 50%.

### Flora
Su vegetación es muy diversa se compone principalmente de nopal, mezquite, huizache, maguey, gatuño, gobernadora, palma y pastos.

### Fauna
La fauna silvestre del municipio se compone venado, jabalí. conejo, liebre, coyote, zorro gris, ardilla, águila, halcón, gorrión, paloma y codorniz.

### Recursos naturales
Miguel Auza posee yacimientos que abarcan números altos y bajos de sulfuro de venas epitermales que llevan Ag, Au, Pb y Zn.
Además de la gran riqueza en cantera rosa y blanca

## Localidades más pobladas en el municipio
| Localidad                               | Población |
| Total Municipio                         | 23 713    |
| Miguel Auza                             | 14 815    |
| Emilio Carranza                         | 1 705     |
| Colonia Veinte de Noviembre (Santa Ana) | 918       |
| Colonia Miguel Alemán                   | 588       |
| Manantial de la Honda (Carboneras)      | 586       |
| Campo Diecisiete (La Honda)             | 466       |
| Tierra Generosa                         | 406       |

## Menonitas
La comunidad menonita se establece en el estado de Zacatecas en 1964 en el municipio de Miguel Auza, la comunidad de La Honda está asentada sobre una superficie de 17 mil hectáreas, dividida en 24 gigantescos polígonos denominados campos. La población de esta comunidad, fluctúa entre los 4 mil y 5 mil habitantes.

### Campos menonitas
| Localidad                     | Población |
| Total Campos                  | 4 190     |
| Campo Uno (Gnadenfeld)        | 150       |
| Campo Uno y Medio (La Honda)  | 139       |
| Campo Dos (La Honda)          | 116       |
| Campo Dos y Medio             | 8         |
| Campo Tres A (La Honda)       | 75        |
| Campo Tres B (La Honda))      | 102       |
| Campo Cuatro (La Honda)       | 225       |
| Campo Cuatro y Medio          | 64        |
| Campo Cinco (La Honda)        | 166       |
| Campo Cinco y Medio           | 3         |
| Campo Seis (La Honda)         | 171       |
| Campo Seis A                  | 9         |
| Campo Siete (La Honda)        | 235       |
| Campo Ocho (La Honda)         | 87        |
| Campo Nueve (La Honda)        | 118       |
| Campo Diez (La Honda)         | 191       |
| Campo Once (La Honda)         | 147       |
| Campo Trece A (La Honda)      | 32        |
| Campo Trece (El Chenfeld)     | 108       |
| Campo Catorce (La Honda)      | 151       |
| Campo Quince (San Lorenzo)    | 221       |
| Campo Dieciséis (La Honda)    | 232       |
| Campo Diecisiete (La Honda)   | 466       |
| Campo Dieciocho (La Honda)    | 242       |
| Campo Veinte (Pomas)          | 11        |
| Campo Veintidós (La Honda)    | 56        |
| Campo Veintitrés (La Honda)   | 41        |
| Campo Veinticuatro (La Honda) | 89        |
| Campo Veinticinco (La Honda)  | 207       |
| Campo Veintiséis (La Honda)   | 141       |
| Campo Veintisiete (La Honda)  | 109       |
| Campo Veintiocho (La Honda)   | 61        |
| Campo Treinta                 | 13        |
| Campo Treinta y Dos           | 4         |